# 安平镇 (香河县)
安平镇，是中华人民共和国河北省廊坊市香河县下辖的一个乡镇级行政单位。

## 行政区划
安平镇下辖以下地区：
周庄村、二街村、四街村、谢屯村、鲁务村、高庄村、王指挥庄村、王家摆村、一街村、扁城村、赶古庄村、延福屯一大村、延福屯二大村、成辛庄村、东庄村、后庄村、小友垡村、孙务村、陈辛庄村、谭庄村、曹店村、贾庄村、草沙河村、枳根城村、乔庄村、三间房村、太平庄村、堡尚村和甘露寺村。

## 交通
- 103国道过境。